# Vicente Fuentes
Vicente Fuentes est l'une des deux divisions territoriales et statistiques et l'unique paroisse civile de la municipalité de Villalba dans l'État de Nueva Esparta au Venezuela. Sa capitale est Güinima.